# Trekzalm
De trekzalm, beekridder of riddervis (Salvelinus alpinus) is een vis uit de familie van zalmen (Salmonidae). Hij kan 1 meter groot worden.

## Kenmerken
Beekridders hebben kleine schubben, roodachtige borst-, buik- en anaalvinnen met kenmerkende witte zomen aan de voorkant. In tegenstelling tot de zalm hebben ze geen zwarte of bruine vlekken. De trekkende vorm is vaak groen met een oranje buik. De dwergvormen die in voedselarme koude zoetwatermeren leven zijn vaak zeer klein van stuk en erg bleek gekleurd. Ze kunnen een gewicht bereiken van 1,5 kg.

## Verspreidingsgebied
De beekridder heeft een zeer noordelijke verspreiding en wordt gevonden in meren en rivieren van arctische en subarctische gebieden, zoals Noord-Scandinavië, Schotland, Groenland, Spitsbergen, het Hoge Noorden van Rusland (Kola, Nova Zembla, de noordkust van Siberië, de rivieren Ob, Jenisej en Pjasina), Canada en Alaska. Sommige individuen trekken in de zomer naar zee. Gedurende de zes weken dat ze daar blijven groeien ze razendsnel dankzij het overvloedige voedselaanbod. Er is ook een kleinere vorm die in bergmeren in de Alpen leeft: Salvelinus alpinus alpinus. Deze laatste vorm is erg variabel in uiterlijk, groeisnelheid en gedrag. Van meer tot meer kunnen er aanzienlijke verschillen zijn.